# Shaun Barker
Shaun Barker (* 19. September 1982 in Trowell) ist ein englischer Fußballspieler, der beim englischen Zweitligisten Burton Albion unter Vertrag steht.

## Karriere

### Rotherham United
Der aus der eigenen Jugend stammende Shaun Barker debütierte am 8. März 2003 für Rotherham United bei einer 0:2-Auswärtsniederlage bei Brighton & Hove Albion. Im Saisonverlauf bestritt er weitere zehn Ligaspiele und beendete die Football League First Division 2002/03 mit dem Zweitligisten auf dem 15. Tabellenplatz. Zwei Jahre später stieg Barker als Stammspieler mit seinem Verein aus der neu eingeführten Football League Championship 2004/05 in die dritte Liga ab.

### FC Blackpool
Am 2. August 2006 wechselte Barker zum Drittligakonkurrenten FC Blackpool. In der Football League One 2006/07 belegte Blackpool den dritten Tabellenplatz und zog damit in die Play-offs ein. Nach einem Erstrundenerfolg über Oldham Athletic (2:1/3:1) bezwang Barker mit seiner Mannschaft im Finale Yeovil Town mit 2:0 und sicherte sich damit den Aufstieg. Die folgenden zwei Spielzeiten verbrachte er mit dem FC Blackpool im unteren Tabellendrittel der zweiten Liga.

### Derby County
Am 15. Juli 2009 wurde Shaun Barker vom Zweitligisten Derby County verpflichtet. Auch mit seinem neuen Verein fand er sich in den folgenden beiden Spielzeiten lediglich im unteren Tabellenmittelfeld wieder. Am 13. März 2012 zog er sich beim East-Midlands-Derby gegen Nottingham Forest eine schwere Knieverletzung zu. Die Verletzung war bei Vertragsende nach der Saison 2014/2015 noch nicht ausgeheilt. Anschließend war Barker ein Jahr lang vereinslos.

### Burton Albion
Zu Beginn der Saison 2016/2017 erhielt Barker einen Vertrag beim Zweitligisten Burton Albion. Trainer der Brewers war zu diesem Zeitpunkt Nigel Clough, der zuletzt Barkers Trainer bei Derby County gewesen war. Fast viereinhalb Jahre nach seinem letzten Ligaspiel kehrte Barker am 26. August 2016 in den professionellen Fußball zurück: Im Spiel der 5. Runde – gegen seinen alten Verein Derby County – wurde er in der 93. Minute eingewechselt.